# Liste des arbres et arbustes indigènes de La Réunion
Cette liste répertorie par nom scientifique les espèces végétales arbustives ou arborescentes (y compris les monocotylédones et les fougères) indigènes de La Réunion, c’est-à-dire celles qui étaient présentes naturellement dans les forêts, savanes et maquis de l'île avant la colonisation humaine.
Parmi celles-ci, certaines sont de plus endémiques de La Réunion (l'espèce n'existe naturellement qu'à La Réunion) ou seulement endémiques de l'archipel des Mascareignes (l'espèce est originellement présente à La Réunion mais aussi à l'île Maurice et/ou à Rodrigues). Elles sont repérées par un logo spécial :

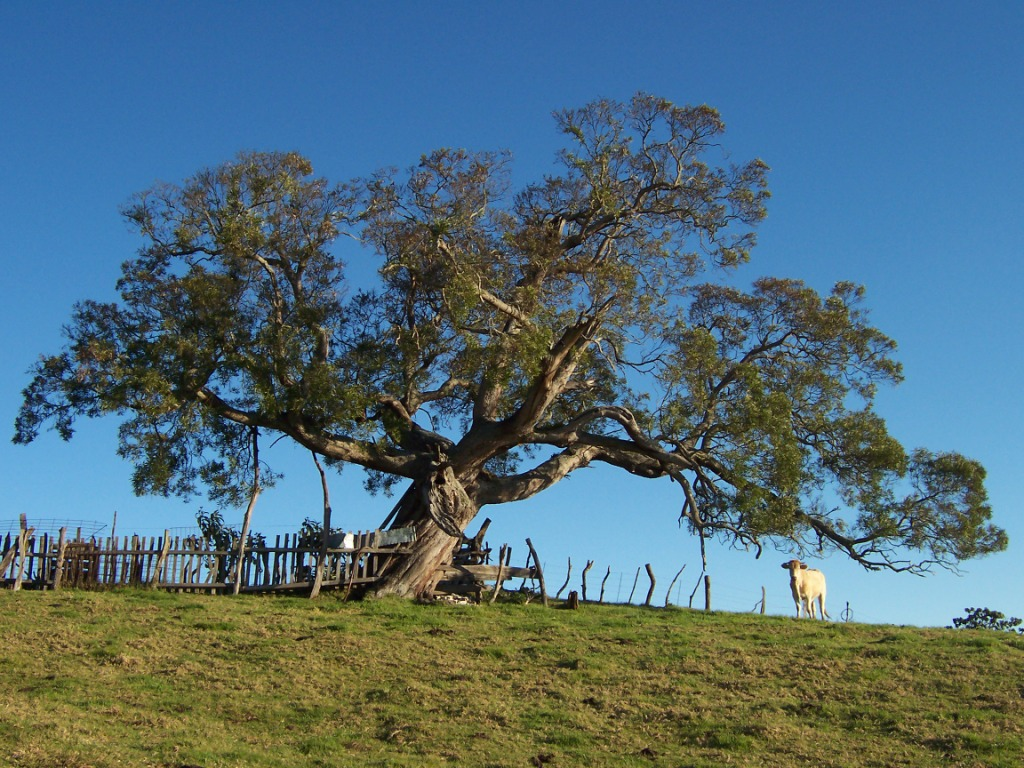
Acacia heterophylla

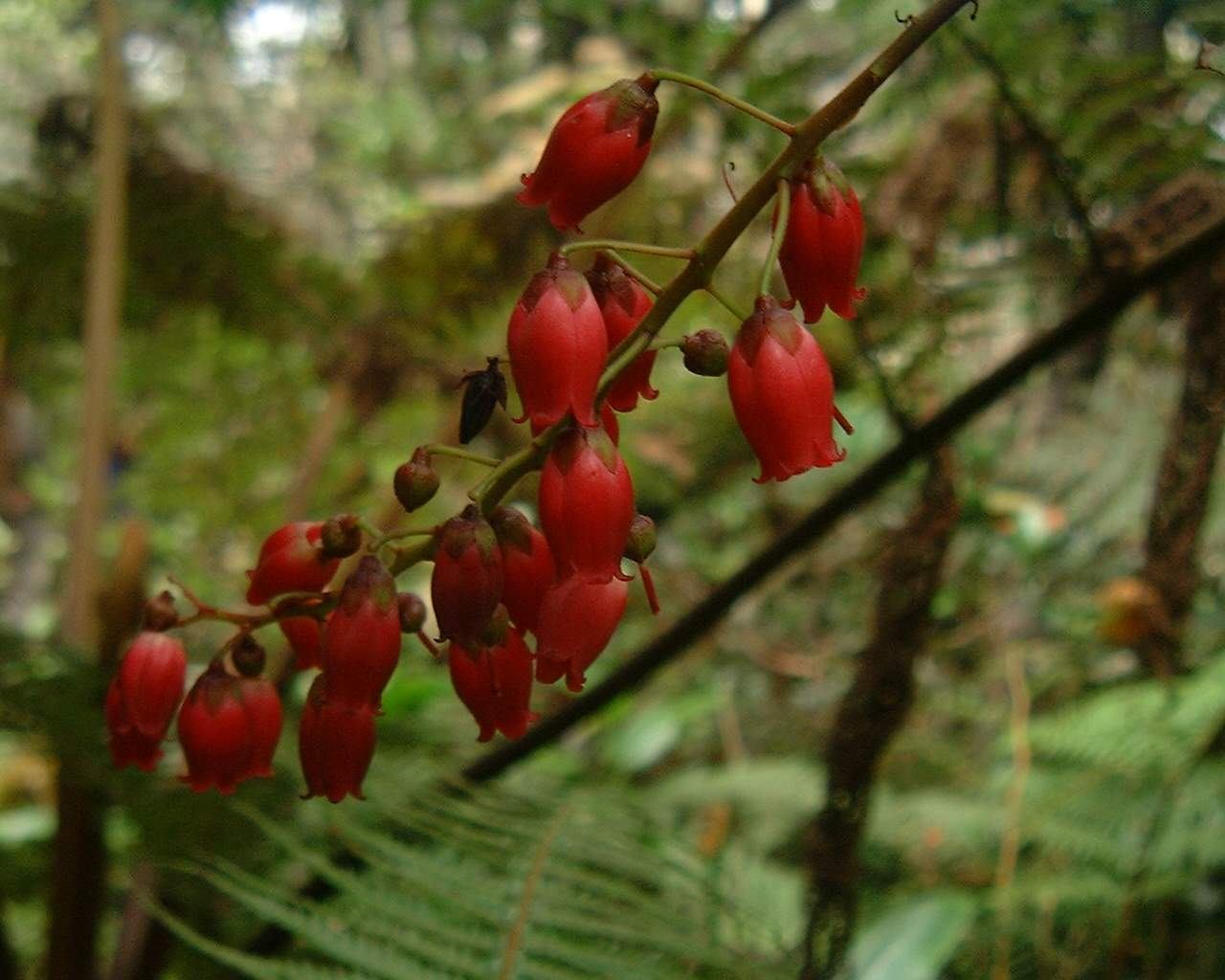
Agauria salicifolia

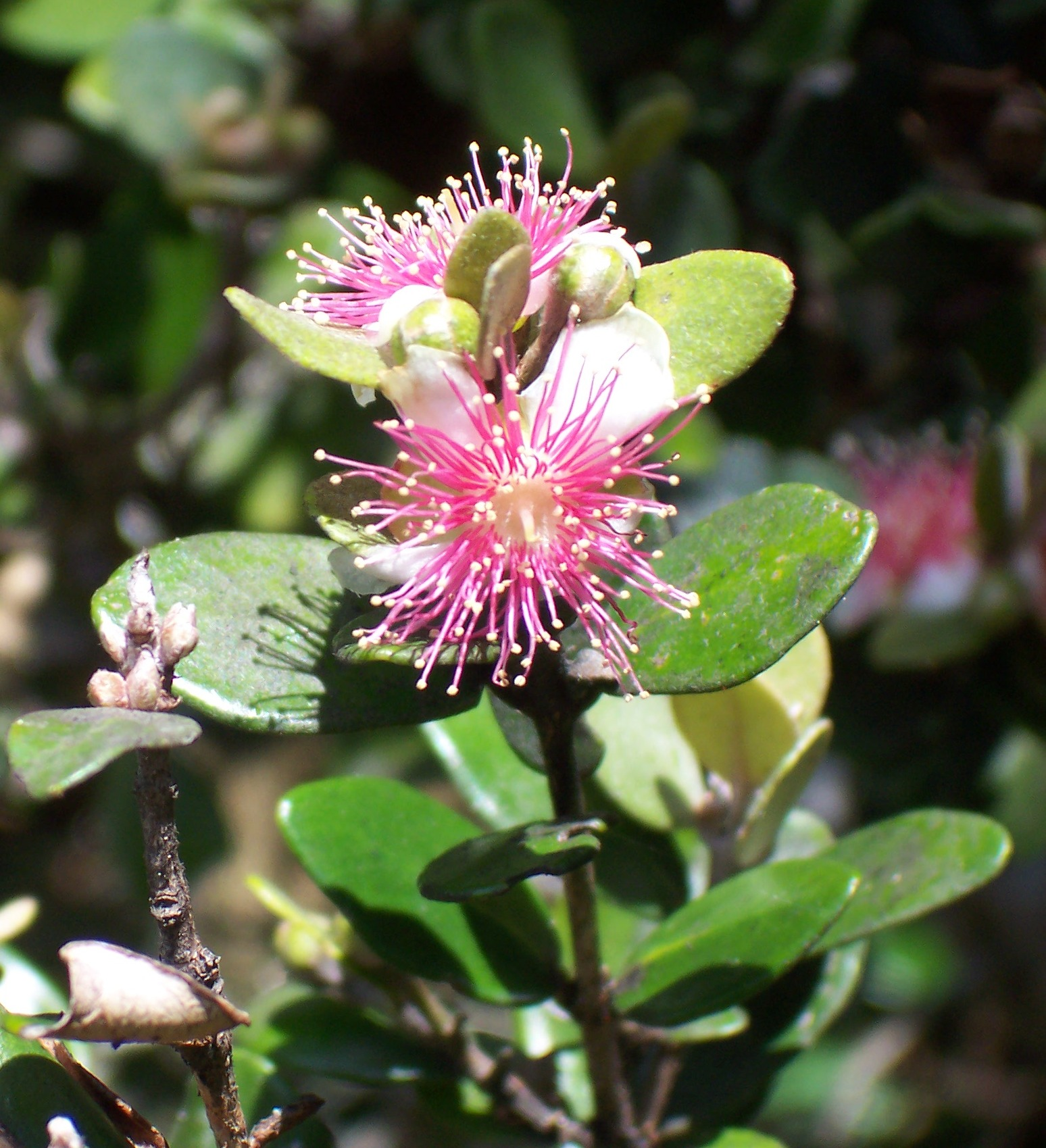
Eugenia buxifolia

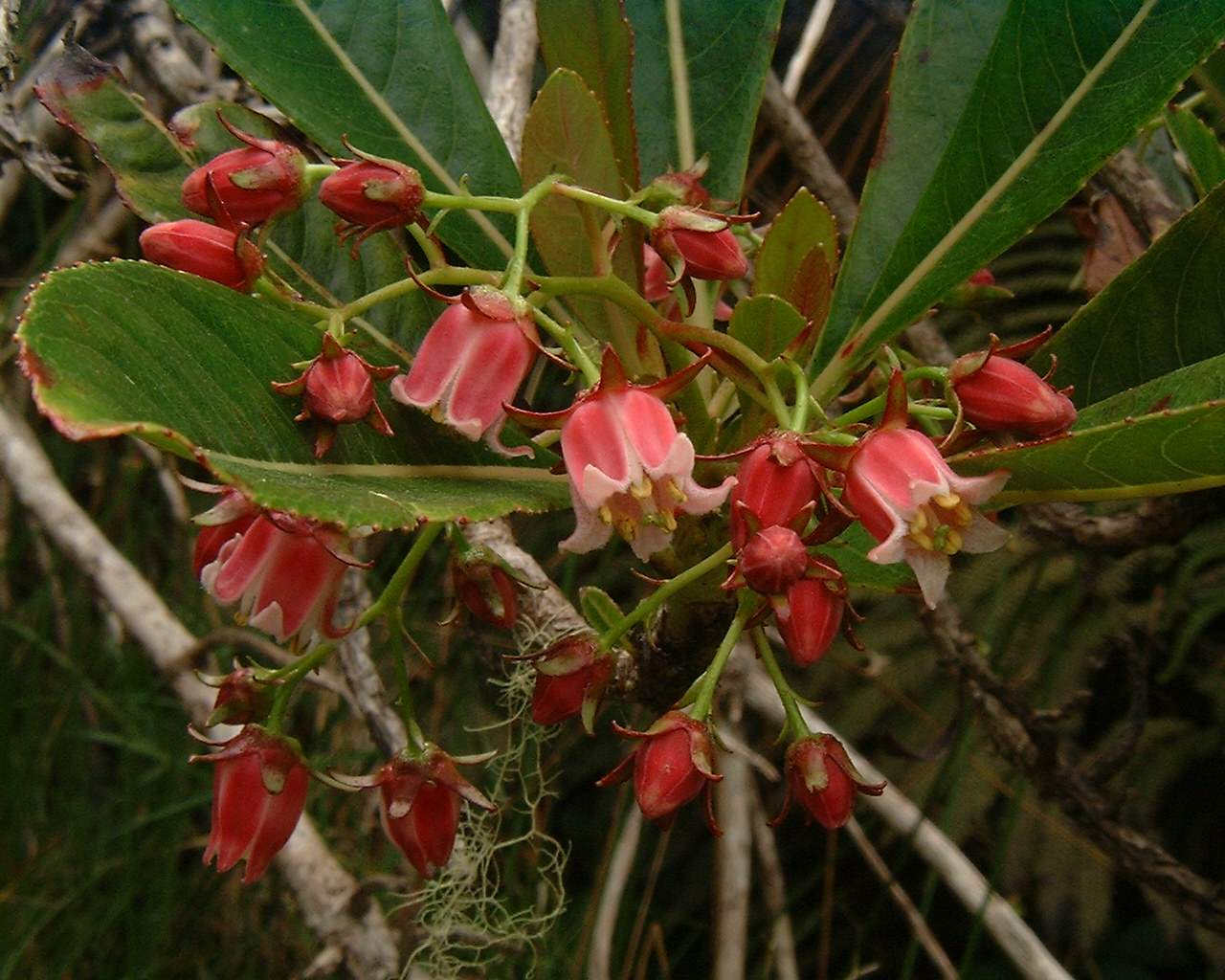
Forgesia racemosa

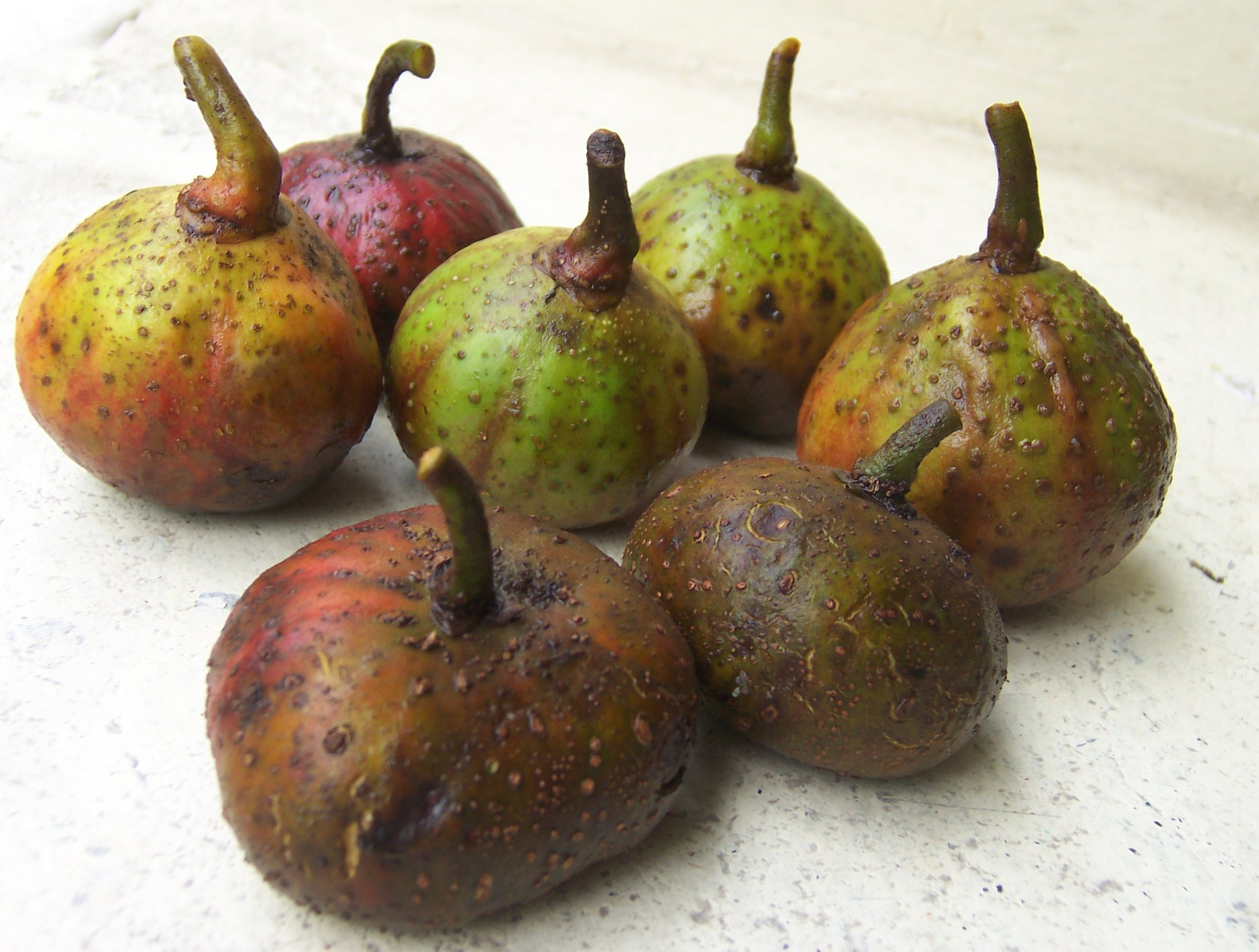
Ficus mauritiana

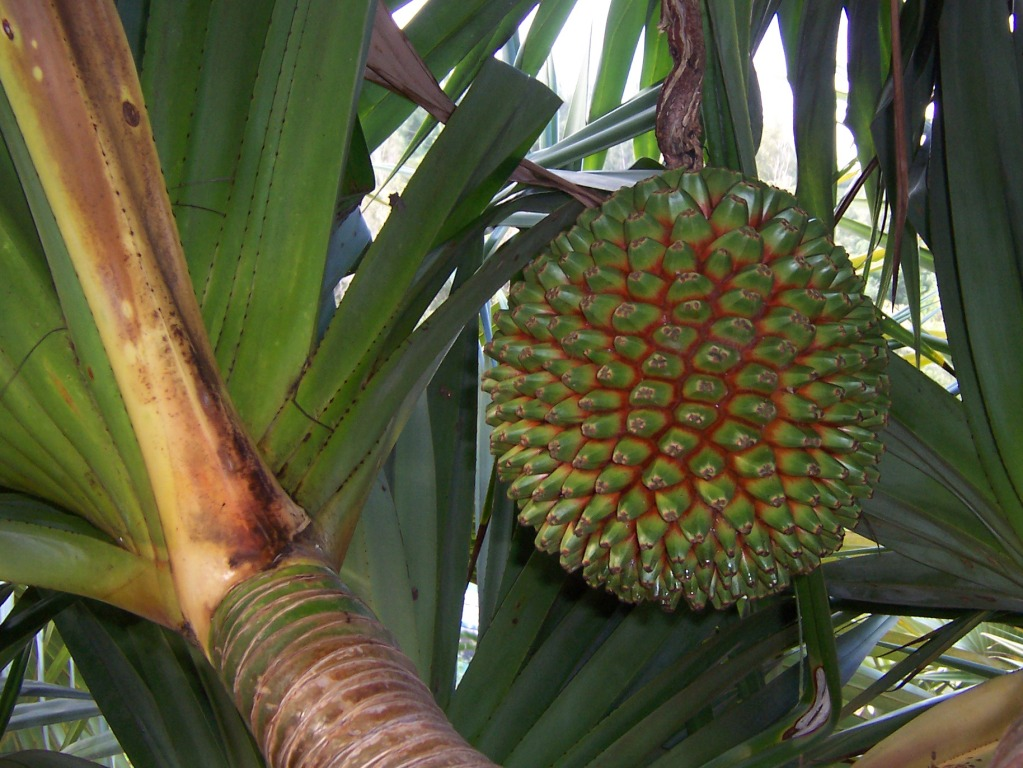
Pandanus utilis

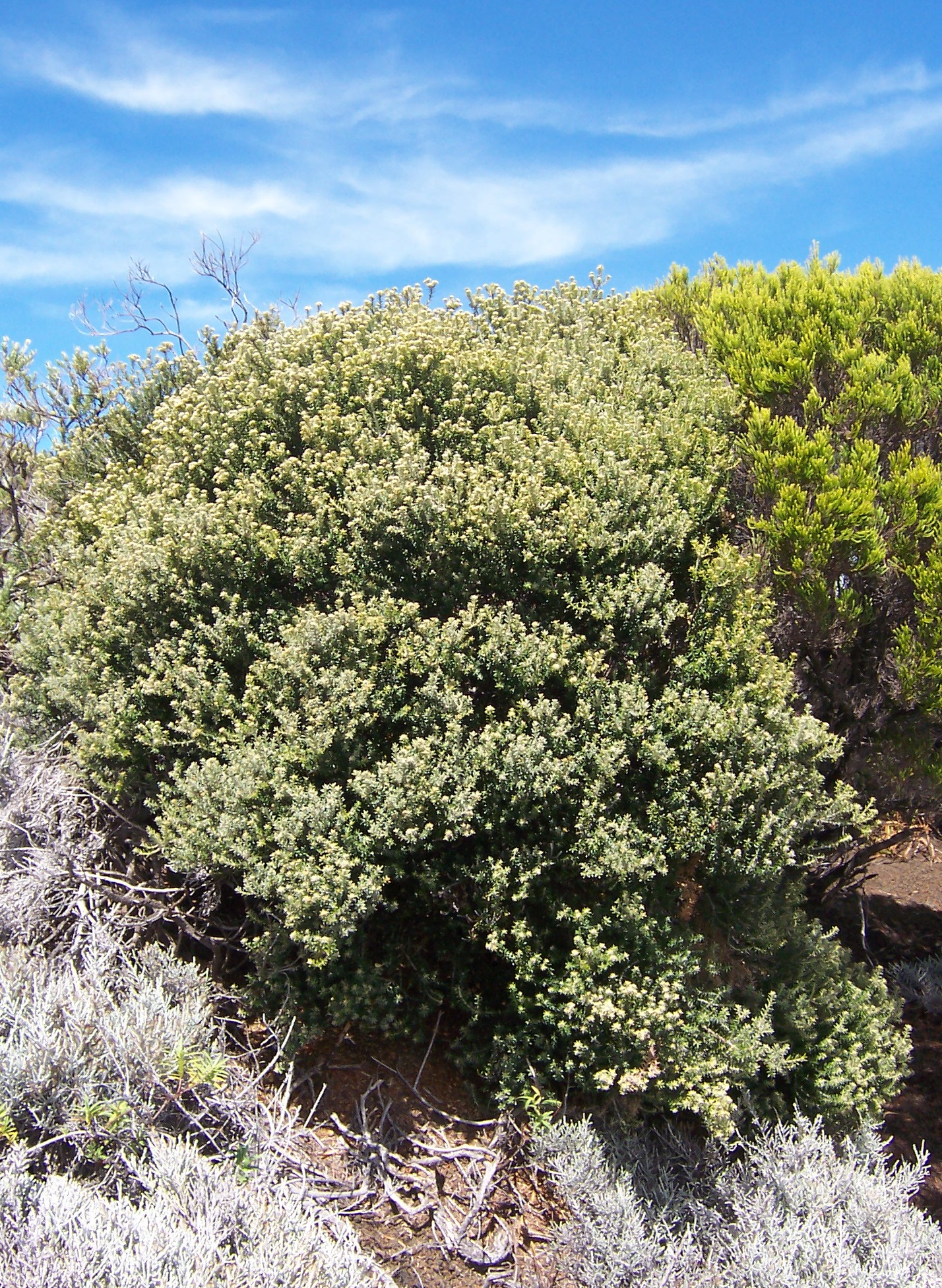
Phylica nitida

- : plante endémique de La Réunion,

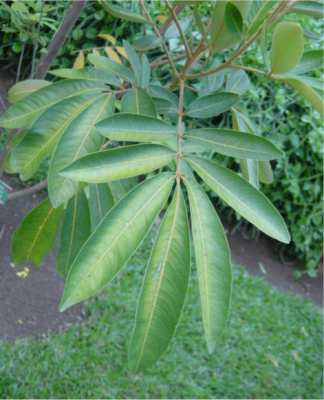
Cossinia pinnata

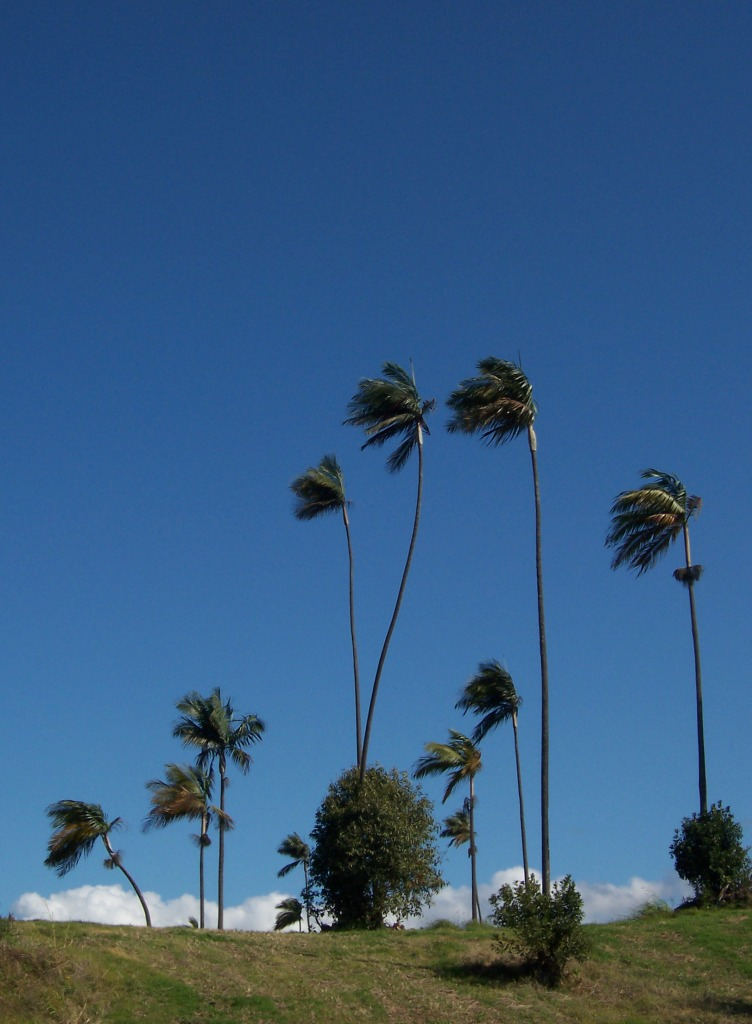
Dictyosperma album

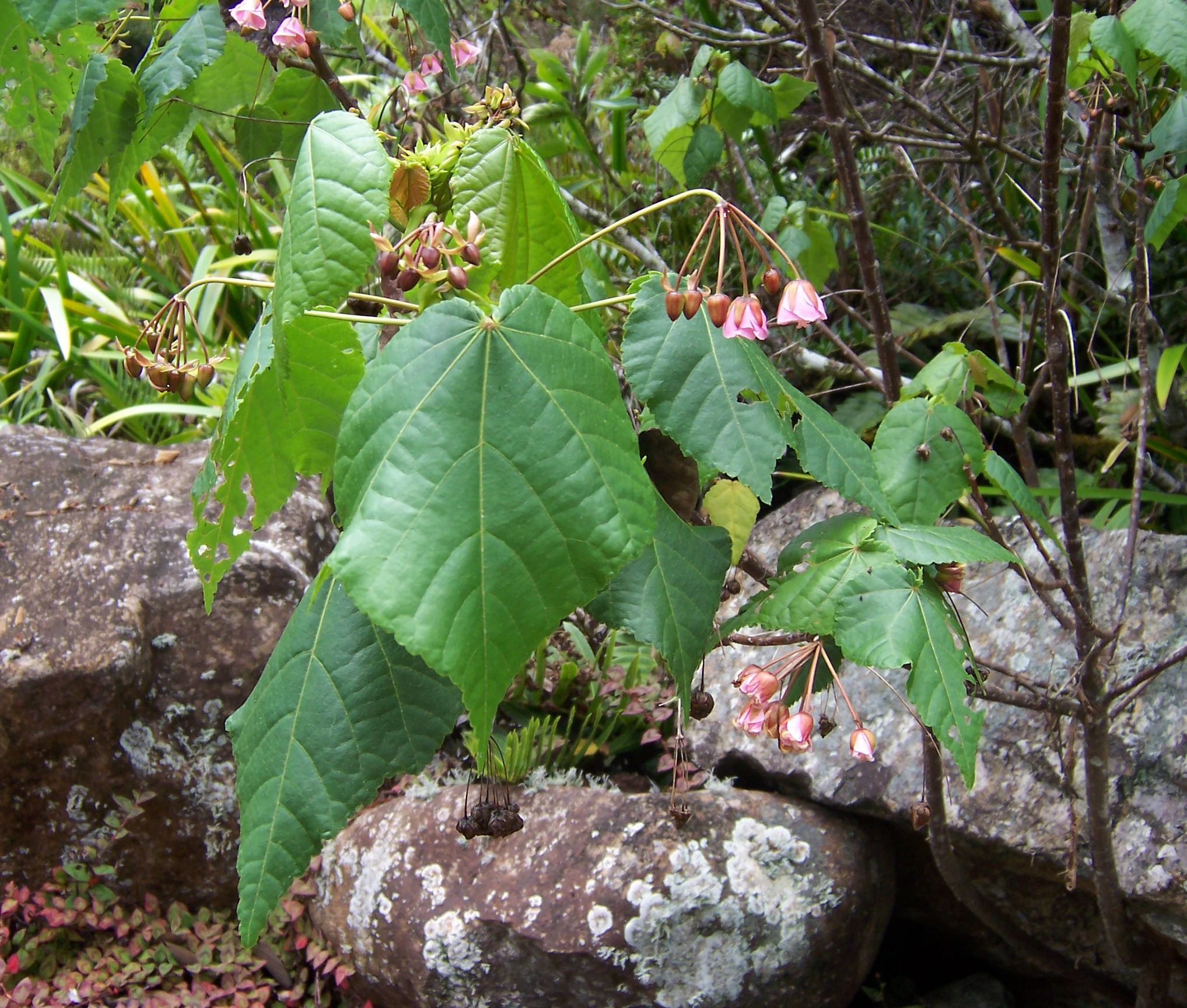
Dombeya elegans

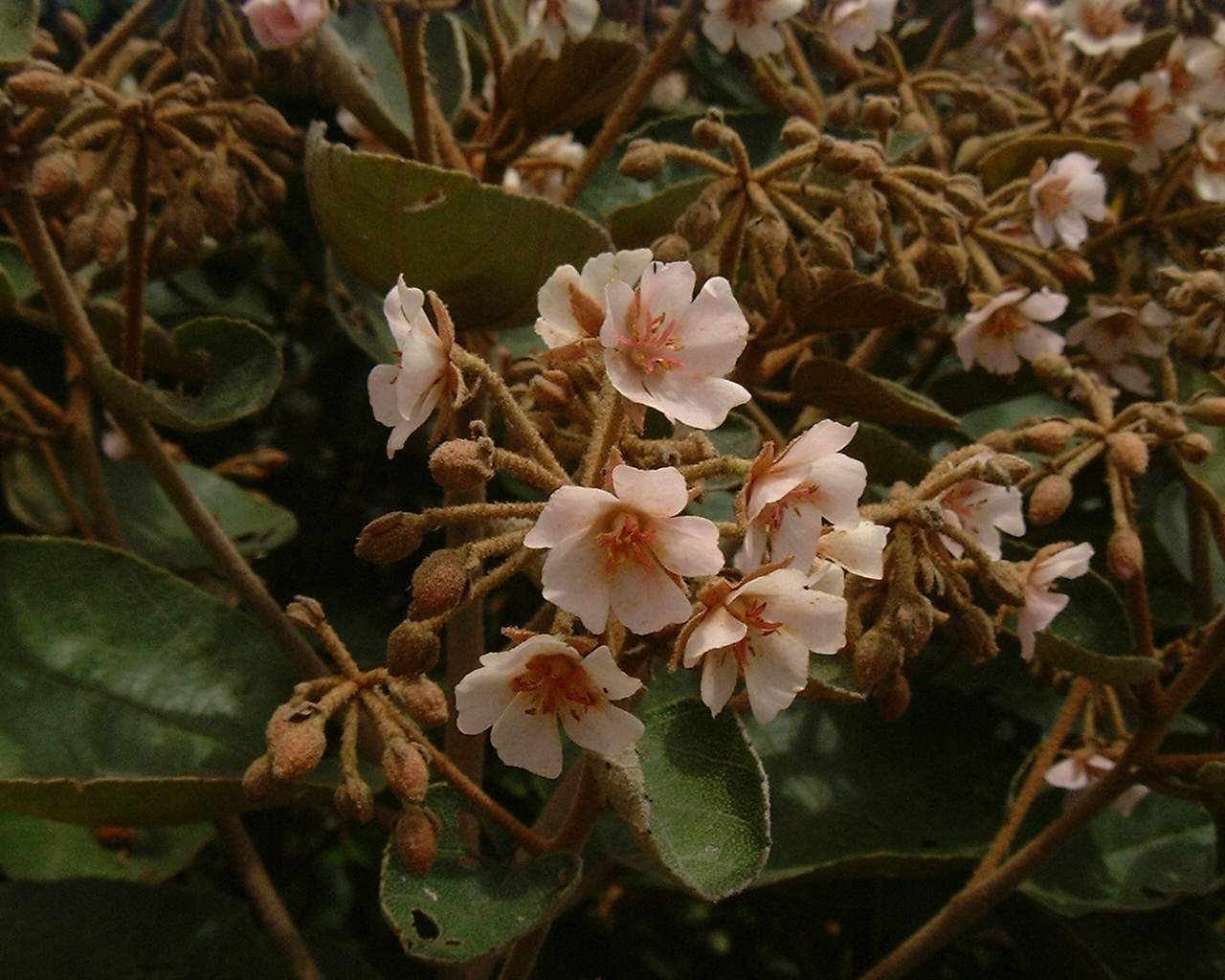
Dombeya ficulnea

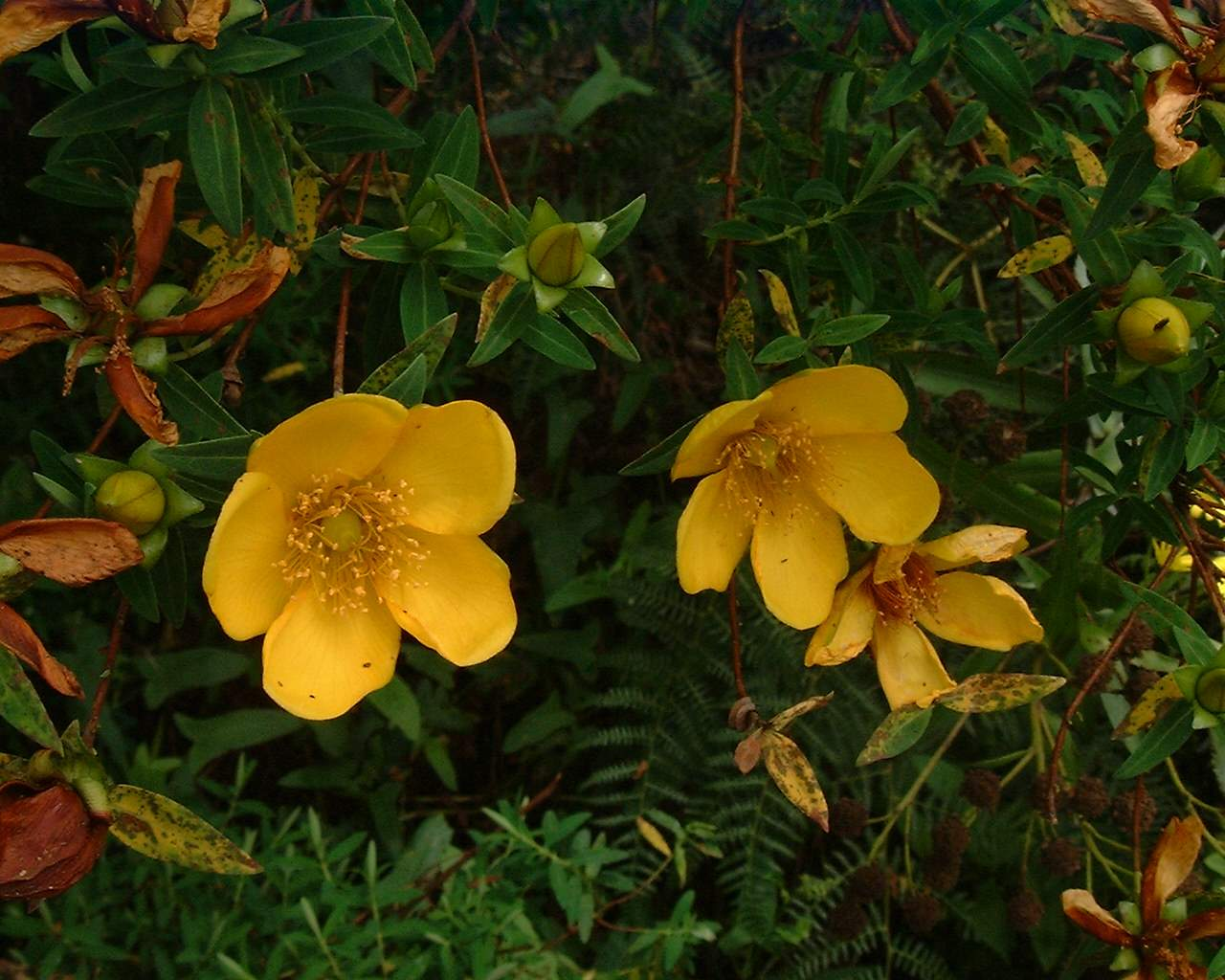
Hypericum lanceolatum

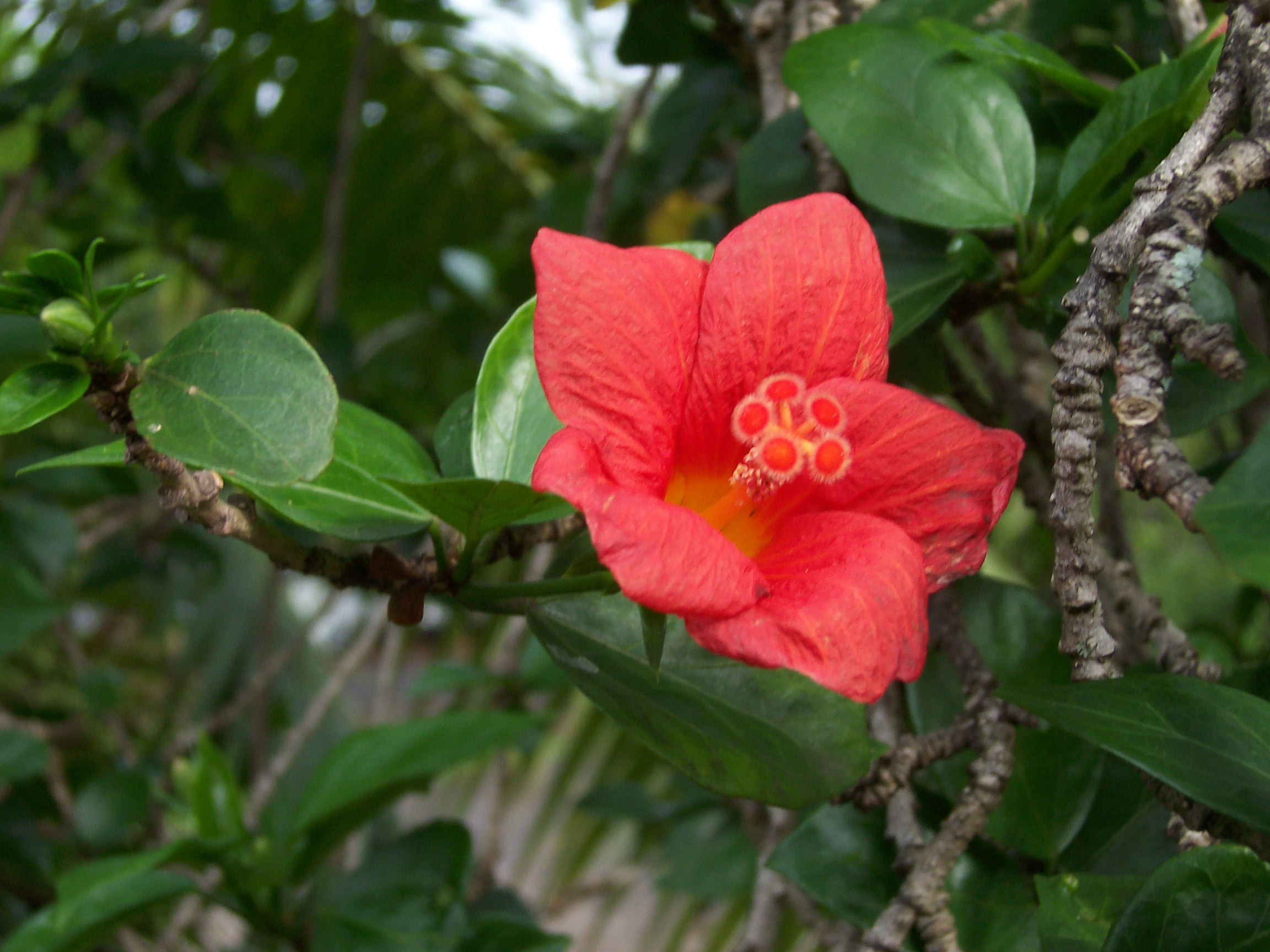
Hibiscus boryanus

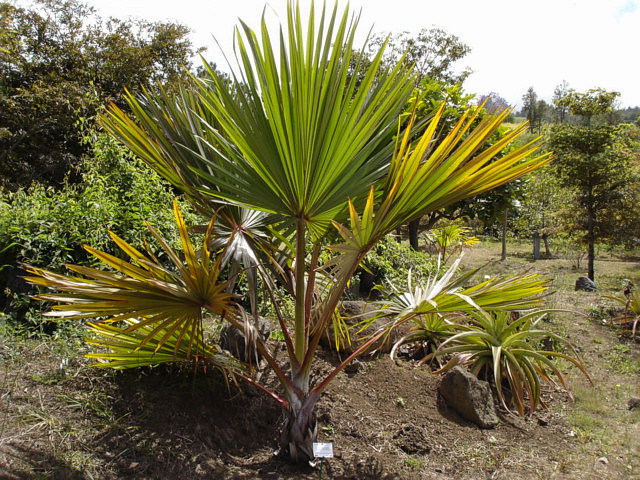
Latania lontaroides

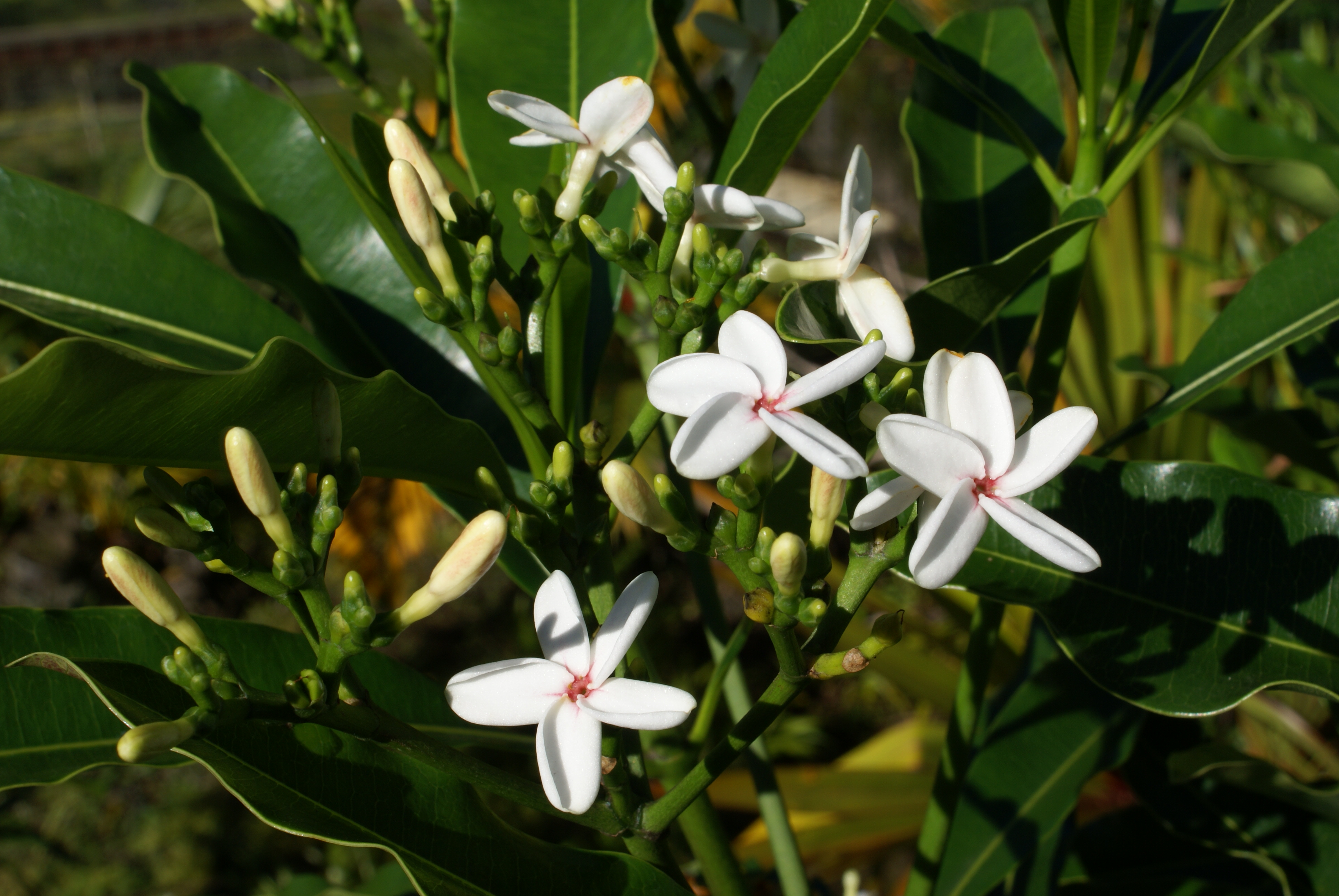
Ochrosia borbonica

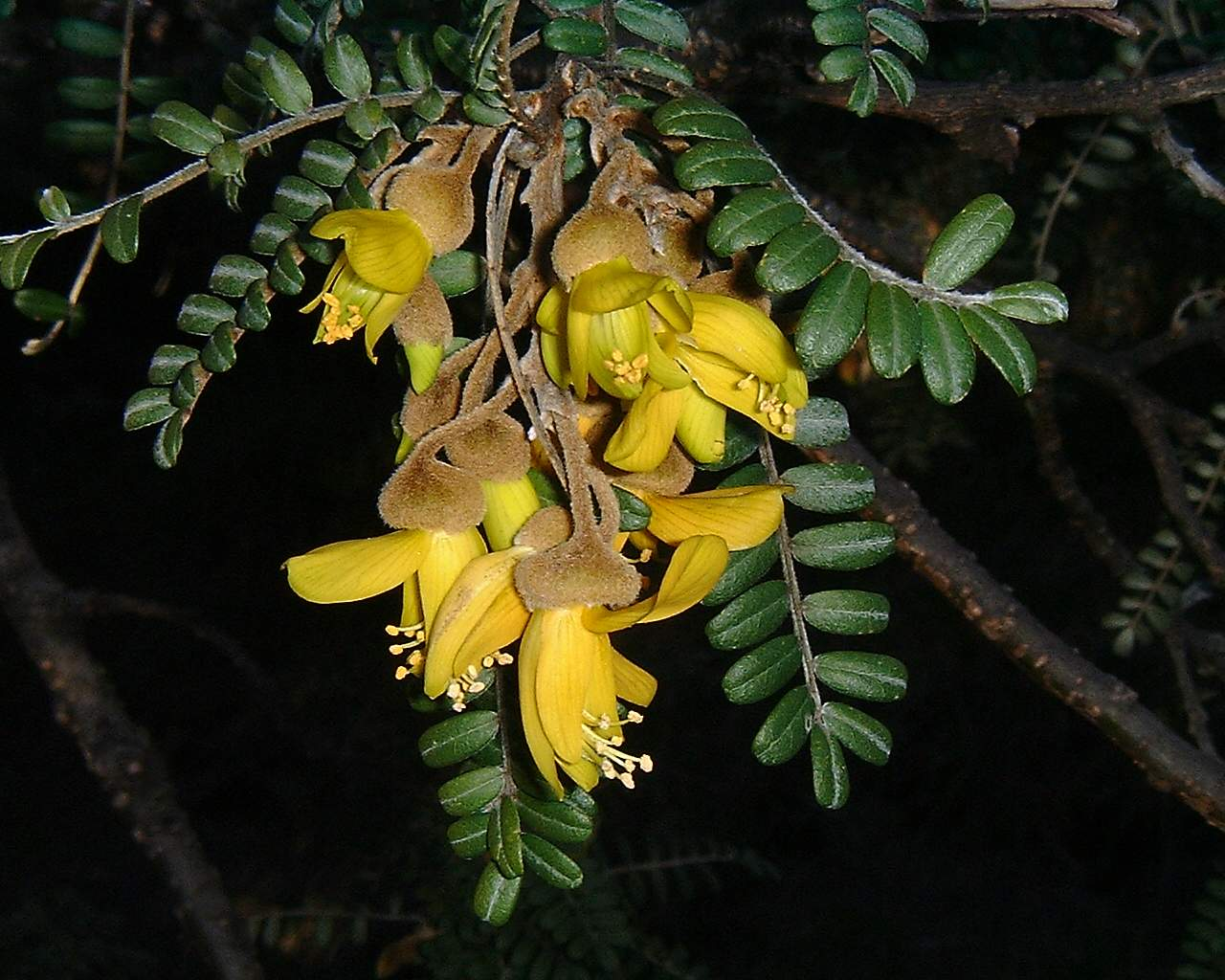
Sophora denudata

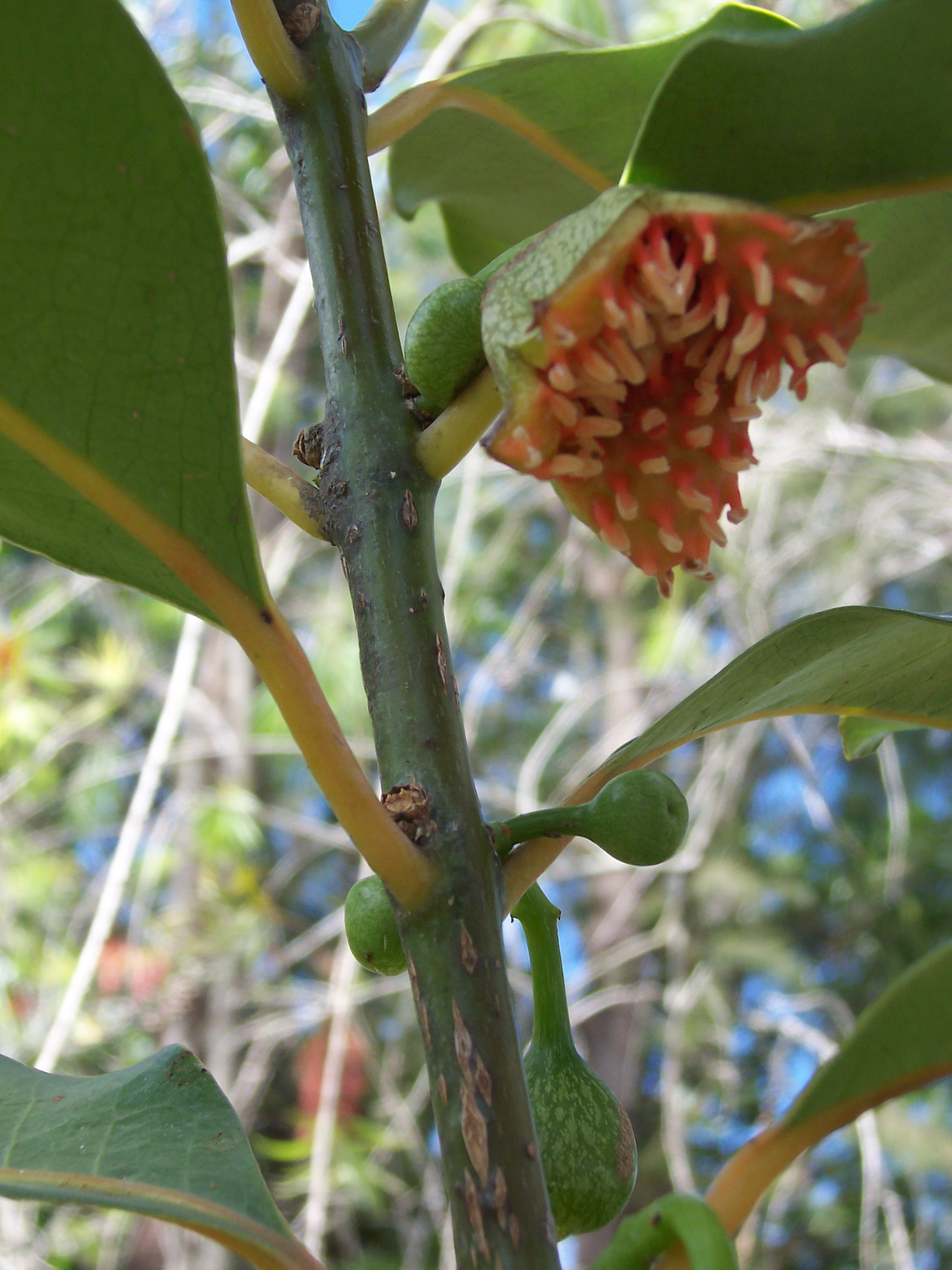
Tambourissa elliptica

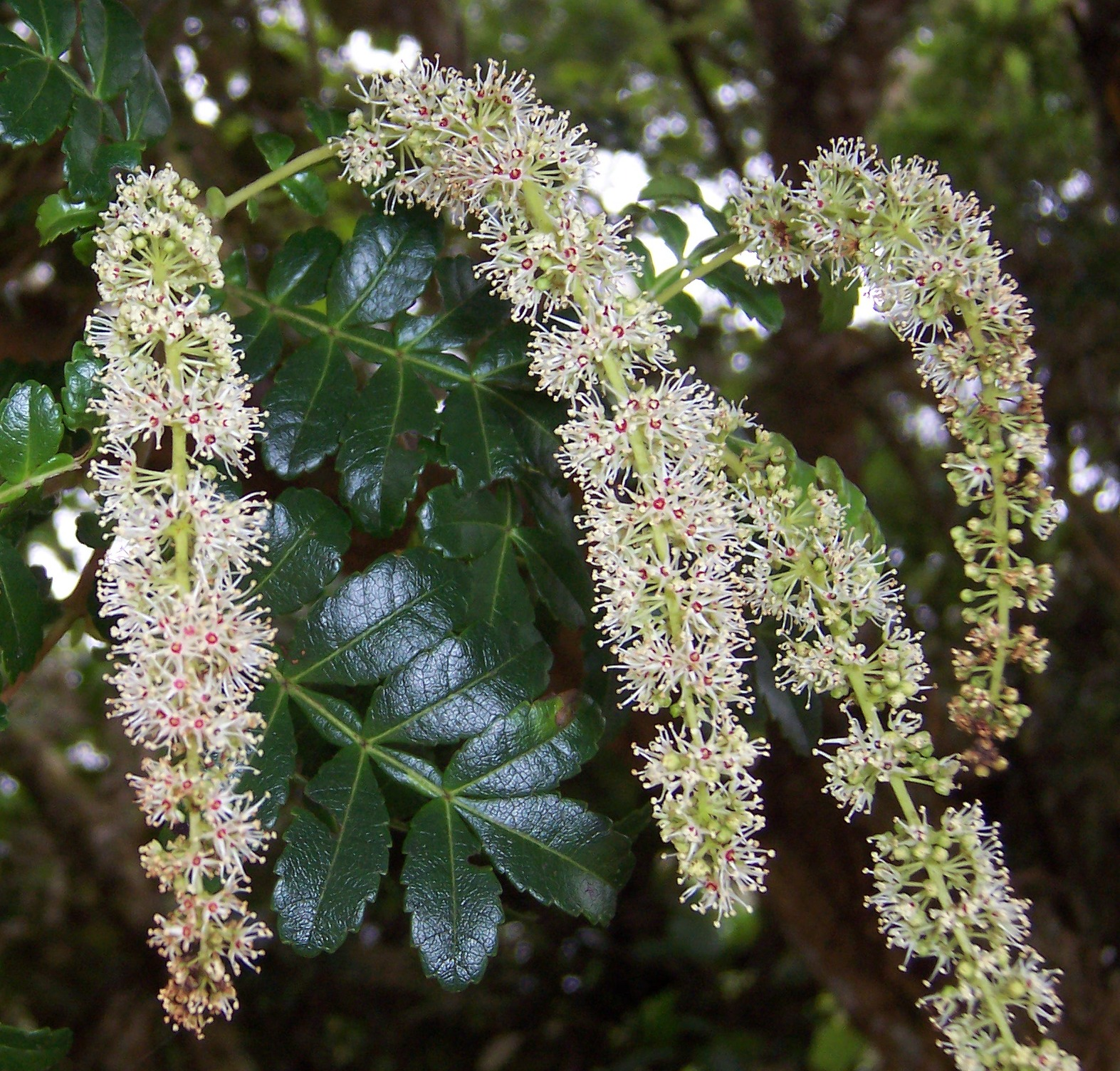
Weinmannia tinctoria

- : plante endémique des Mascareignes.

Le nom scientifique retenu est celui considéré actuellement comme valide et principal par la communauté scientifique internationale. Les appellations vernaculaires sont celles les plus couramment entendues, mais il existe souvent localement de nombreuses variantes avec des noms qui peuvent ne pas désigner les mêmes espèces selon les endroits. Les familles sont celles de la classification APG.
Les plantes protégées par l'arrêté ministériel du 6 février 1987 sont repérées par le logo : 
- Haut – A
- B
- C
- D
- E
- F
- G
- H
- I
- J
- K
- L
- M
- N
- O
- P
- Q
- R
- S
- T
- U
- V
- W
- X
- Y
- Z

## A
Acacia heterophylla - Tamarin des hauts (Fabaceae) 

Acalypha integrifolia - Bois de Charles (Euphorbiaceae) 

Acalypha reticulata (Euphorbiaceae) 

Acanthophoenix crinita - Palmiste rouge (Arecaceae) 

Acanthophoenix rousselii - Palmiste de Roussel (Arecaceae)

Acanthophoenix rubra - Palmiste noir (Arecaceae) 

Agauria buxifolia - Petit bois de rempart (Ericaceae) 

Agauria salicifolia - Bois de rempart (Ericaceae) 

Allophylus borbonicus - Bois de merle (Sapindaceae) 

Antidesma madagascariense - Bois de cabri blanc (Euphorbiaceae) 

Antirhea borbonica - Bois d'osto (Rubiaceae) 

Aphloia theiformis - Change-écorce (Aphloiaceae) 

Apodytes dimidiata - Peau gris (Icacinaceae) 

Astelia hemichrysa - Ananas marron (Liliaceae)

## B
Badula barthesia - Bois de savon (Myrsinaceae) 

Badula crassa (Myrsinaceae) 

Badula fragilis  (Myrsinaceae) 

Badula grammisticta (Myrsinaceae) 

Badula nitida (Myrsinaceae) 

Badula ovalifolia (Myrsinaceae) 

Bertiera borbonica (Rubiaceae) 

Bertiera rufa - Bois de raisin (Rubiaceae) 

Boehmeria stipularis - Bois de source blanc (Urticaceae) 

## C
Calophyllum tacamahaca - Takamaka (Clusiaceae) 

Casearia coriacea - Bois de cabri (Salicaceae) 

Cassine orientalis - Bois rouge (Celastraceae) 

Chionanthus broomeana - Bois de cœur bleu (Oleaceae) 

Claoxylon dolichostachyum (Euphorbiaceae) 

Claoxylon glandulosum - Gros bois d'oiseaux (Euphorbiaceae) 

Claoxylon racemiflorum  - Grand bois cassant (Euphorbiaceae) 

Claoxylon setosum  (Euphorbiaceae) 

Clerodendron heterophyllum  - Bois de chenilles (Lamiaceae) 

Coffea mauritiana - Café marron (Rubiaceae) 

Cordemoya integrifolia - Bois de perroquet (Euphorbiaceae) 

Cossinia pinnata - Bois de Judas (Sapindaceae) 

Croton mauritianus  - Ti bois de senteur (Euphorbiaceae) 

Cyathea borbonica - Fanjan mâle (Cyatheaceae) 

Cyathea excelsa - Fanjan femelle (Cyatheaceae) 

Cyathea glauca - Fanjan femelle (Cyatheaceae) 

## D
Dictyosperma album - Palmiste blanc (Arecaceae) 

Diospyros borbonica - Bois noir des hauts (Ebenaceae) 

Dodonaea viscosa - Bois d'arnette (Sapindaceae) 

Dombeya acutangula - Mahot tantan (Malvaceae) 

Dombeya blattiolens - Mahot (Malvaceae) 

Dombeya ciliata - Mahot (Malvaceae) 

Dombeya delislei - Mahot (Malvaceae) 

Dombeya elegans - Mahot rose (Malvaceae) 

Dombeya ferruginea - Mahot (Malvaceae) 

Dombeya ficulnea - Petit mahot (Malvaceae) 

Dombeya pilosa - Mahot (Malvaceae) 

Dombeya populnea  - Bois de senteur bleu (Malvaceae) 

Dombeya punctata - Mahot (Malvaceae) 

Dombeya reclinata - Mahot (Malvaceae) 

Dombeya umbellata - Mahot (Malvaceae) 

Doratoxylon apetalum - Bois de gaulette (Sapindaceae) 

Dracaena fontanesiana (Asparagaceae) 

Dracaena reflexa - Bois de chandelle (Asparagaceae) 

Drypetes caustica  - Bois de prune blanc (Euphorbiaceae) 

## E
Erica arborescens - Branle filao (Ericaceae) 

Erica reunionensis - Branle vert (Ericaceae) 

Erythroxylum hypericifolium  - Bois d'huile (Erythroxylaceae) 

Eugenia bosseri - Bois de nèfles à grandes feuilles (Myrtaceae) 

Eugenia buxifolia - Bois de nèfles à petites feuilles (Myrtaceae) 

Eugenia mespiloides - Bois de nèfles à grandes feuilles (Myrtaceae) 

Euodia borbonica - Catafaye (Rutaceae) 

Euodia irifica (Rutaceae) 

Euodia obtusifolia - Gros patte poule (Rutaceae) 

Euodia segregis  - Bois de catafaye (Rutaceae) 

## F
Fernelia buxifolia - Bois de balai (Rubiaceae) 

Ficus densifolia - Affouche (Moraceae) 

Ficus lateriflora - Figuier blanc (Moraceae) 

Ficus mauritiana - Figuier de Maurice, Figue marron (Moraceae) 

Ficus reflexa - Ti l'affouche (Moraceae) 

Ficus rubra - Affouche rouge (Moraceae) 

Foetidia mauritiana  - Bois puant (Lecythidaceae) 

Forgesia racemosa - Bois de Laurent Martin (Escalloniaceae) 

## G
Gaertnera vaginata - Losto café (Rubiaceae) 

Gastonia cutispongia  - Bois d'éponge (Araliaceae) 

Geniostoma borbonicum - Bois de piment (Loganiaceae) 

Grangeria borbonica - Bois de punaise (Chrysobalanaceae) 

## H
Hernandia mascarenensis  - Bois blanc (Hernandiaceae) 

Hibiscus boryanus  - Foulsapate marron (Malvaceae) 

Hibiscus columnaris  - Mahot rempart (Malvaceae) 

Homalium paniculatum - Corce blanc (Salicaceae) 

Hubertia ambavilla - Ambaville (Asteraceae) 

Hubertia tomentosa - Ambaville blanc (Asteraceae) 

Hyophorbe indica - Palmiste poison (Arecaceae) 

Hypericum lanceolatum - Fleur jaune (Hypericaceae) 

## I
Indigofera ammoxylum  - Bois de sable (Fabaceae) 

## L
Labourdonnaisia calophylloides - Petit natte (Sapotaceae) 

Latania lontaroides - Latanier rouge (Arecaceae)

## M
Maillardia borbonica - Bois de maman (Moraceae) 

Mimusops maxima - Grand natte (Sapotaceae) 

Molinaea alternifolia - Tan Georges (Sapindaceae) 

Monimia amplexicaulis - Mapou des hauts (Monimiaceae) 

Monimia ovalifolia - Mapou (Monimiaceae) 

Monimia rotundifolia - Mapou à grandes feuilles (Monimiaceae) 

Mussaenda landia - Lingue en arbre (Rubiaceae) 

## N
Nastus borbonicus - Calumet (Poaceae) 

Nuxia verticillata - Bois maigre (Scrophulariaceae) 

## O
Obetia ficifolia  - Bois d'ortie (Urticaceae) 

Ochrosia borbonica  - Bois jaune (Apocynaceae) 

Ocotea obtusata - Cannelle marron (Lauraceae) 

Olax psittacorum - Bois d'effort (Olacaceae) 

- Olea europaea subsp. africana (Mill.) P.S. Green (1979) syn. de Olea europaea subsp. cuspidata  - Bois d'olive noir (Oleaceae)

Olea lancea - Bois d'olive blanc (Oleaceae) 

## P
Pandanus montanus - Vacoa des montagnes, Pimpin (Pandanaceae) 

Pandanus purpurascens - Vacoa des Hauts (Pandanaceae) 

Pandanus sylvestris - Petit vacoa (Pandanaceae) 

Pandanus utilis - Vacoa (Pandanaceae) 

Pemphis acidula - Bois matelot (Lythraceae) 

Phylica nitida - Ambaville bâtard (Rhamnaceae) 

Phyllanthus casticum - Bois de demoiselle (Euphorbiaceae) 

Pisonia lanceolata - Bois mapou (Nyctaginaceae) 

Pittosporum senacia - Bois de joli cœur (Pittosporaceae) 

Pleurostylia pachyphloea - Bois d'olive grosse peau (Celastraceae) 

Polyscias aemiliguineae  (Araliaceae) 

Polyscias bernieri (Araliaceae) 

Polyscias borbonica (Araliaceae) 

Polyscias repanda - Bois de banane (Araliaceae) 

Polyscias rivalsii  - Bois de papaye (Araliaceae) 

Polyscias sessiliflora - Bois Toufé (Araliaceae) 

Polyscias scutellaria - Arbre de la Félicité (Araliaceae) 

Poupartia borbonica  - Bois blanc rouge (Anacardiaceae) 

Psathura borbonica - Bois cassant (Rubiaceae), la variété borbonica est protégée  

Psiadia amygdalina (Asteraceae) 

Psiadia dentata - Ti mangue (Asteraceae) 

Psiadia insignis - Sauge (Asteraceae) 

Psiadia laurifolia - Bois de tabac (Asteraceae) 

Psiloxylon mauritianum - Bois de gouyave marron (Myrtaceae) 

## R
Ruizia cordata  - Bois de senteur blanc (Malvaceae) 

## S
Scolopia heterophylla  - Bois de balai (Salicaceae) 

Stoebe passerinoides - Branle blanc (Asteraceae) 

Securinega durissima - Bois dur (Phyllanthaceae) 

Sideroxylon borbonicum - Bois de fer bâtard (Sapotaceae) 

Sideroxylon majus  - Bois de fer (Sapotaceae) 

Sophora denudata - Petit tamarin des hauts (Fabaceae) 

Stillingia lineata  - Tanguin pays (Euphorbiaceae) 

Syzygium cordemoyi - Bois de pomme (Myrtaceae) 

Syzygium cymosum - Bois de pomme rouge (Myrtaceae)

## T
Tabernaemontana persicariaefolia  - Bois de lait (Apocynaceae) 

Tambourissa crassa - Bois de bombarde à grandes feuilles (Monimiaceae) 

Tambourissa elliptica - Bois de bombarde (Monimiaceae) 

Tarenna borbonica - Bois de pintade (Rubiaceae) 

Terminalia bentzoë - Benjoin (Combretaceae) 

Thespesia populnea - Porcher (Malvaceae) 

Thespesia populneoides - Porcher (Malvaceae) 

Tournefortia acuminata (Boraginaceae) 

Tournefortia arborescens  (Boraginaceae) 

Trochetia granulata  (Malvaceae) 

## V
Vepris lanceolata - Patte poule (Rutaceae) 

Vernonia fimbrillifera - Bois de source (Asteraceae) 

## W
Weinmannia tinctoria - Tan rouge (Cunoniaceae) 

## X
Xylopia richardii  - Bois de banane (Annonaceae) 

## Z
Zanthoxylum heterophyllum  - Bois de poivre (Rutaceae) 

## Documents numériques
- Jean-Michel Sarrailh, S. Baret, Eric Rivière, Thomas Le Bourgeois, ARBO-RUN V.1 : Arbres et arbustes indigènes de La Réunion, CEDEROM 398 vues, Cirad, Saint-Pierre, 2007.